# Malta op het Eurovisiesongfestival 2001
Malta nam deel aan het Eurovisiesongfestival 2001 in Kopenhagen (Denemarken). Het was de veertiende deelname van het land op het Eurovisiesongfestival. Public Broadcasting Services (PBS) was verantwoordelijk voor de Maltese bijdrage voor de editie van 2001.

## Selectieprocedure
Er werd gekozen om een nationale finale te organiseren en deze vond plaats op 3 februari. 
In totaal deden er 16 artiesten mee aan deze finale en de winnaar werd gekozen door een jury van experts en televoting.

| Volgorde | Artiest           | Lied                     | Punten | Plaats |
| 1        | Ira Losco         | We'll ride the wind      | 50     | 11     |
| 2        | Fiona Cauchi      | All I need               | 65     | 8      |
| 3        | Ira Losco         | Spellbound               | 122    | 2      |
| 4        | Olivia Lewis      | Love will see me through | 71     | 7      |
| 5        | Nadine Axisa      | He's my hero             | 37     | 16     |
| 6        | Marvic Lewis      | I wanna be the one       | 92     | 15     |
| 7        | Lawrence Gray     | Count on me              | 116    | 3      |
| 8        | Karen Polidano    | Nothing I can do         | 46     | 13     |
| 9        | Ira Losco         | Deep inside my heart     | 59     | 9      |
| 10       | Lawrence Gray     | A song in my life        | 78     | 6      |
| 11       | Olivia Lewis      | Hold me now              | 52     | 10     |
| 12       | Julie Zahra       | Eternety                 | 49     | 12     |
| 13       | Michelle Farrugia | Why now                  | 39     | 15     |
| 14       | Ira Losco         | Don't give up            | 93     | 4      |
| 15       | Tarcisio Barbara  | My three minute song     | 45     | 14     |
| 16       | Fabrizio Faniello | Another summer night     | 154    | 1      |

## In Kopenhagen
In Zweden moest Malta optreden als 21ste, net na Estland en voor Griekenland. Op het einde van de puntentelling bleken ze op een negende plaats te zijn geëindigd met 48 punten.
Men ontving 1 keer het maximum van de punten.
Nederland had geen punten over voor deze inzending en België deed niet mee in 2001.

### Gekregen punten

#### Finale
| 12 punten    | 10 punten | 8 punten                                 | 7 punten            | 6 punten                                                             |
| ------------ | --------- | ---------------------------------------- | ------------------- | -------------------------------------------------------------------- |
| - Denemarken |           |                                          | - Rusland           |                                                                      |
| 5 punten     | 4 punten  | 3 punten                                 | 2 punten            | 1 punt                                                               |
| - Noorwegen  | - Spanje  | - Griekenland - IJsland - Polen - Zweden | - Estland - Turkije | - Bosnië en Herzegovina - Duitsland - Litouwen - Verenigd Koninkrijk |

### Punten gegeven door Malta

#### Finale
Punten gegeven in de finale:
| 12 punten | Estland               |
| 10 punten | Kroatië               |
| 8 punten  | Zweden                |
| 7 punten  | Griekenland           |
| 6 punten  | Denemarken            |
| 5 punten  | Duitsland             |
| 4 punten  | Turkije               |
| 3 punten  | Verenigd Koninkrijk   |
| 2 punten  | Rusland               |
| 1 punt    | Bosnië en Herzegovina |